# Eucera quilisi
Eucera quilisi är en biart som först beskrevs av Dusmet y Alonso 1926.  Eucera quilisi ingår i släktet långhornsbin, och familjen långtungebin. Inga underarter finns listade i Catalogue of Life.